# メガロポリス歌謡祭
メガロポリス歌謡祭（メガロポリスかようさい）は、テレビ東京とその系列局（TXNネットワーク）および日本短波放送（現日経ラジオ社）の主催により開催された音楽祭である。名称は開始当初のネットワーク名であるメガTONネットワーク(Megalopolis Tokyo-Osaka Network)に由来する。初回からステレオ放送である。

## 概要
1982年7月、第1回本選が新高輪プリンスホテル（現在のグランドプリンスホテル新高輪）「飛天」で開催された。第2回（1983年）からは会場をゆうぽうとに移して開催された（第5回は東京厚生年金会館）。第10回までは、演歌・ポップス・新人の3部門からなるコンテスト形式で開催された。当初は、各部門に立候補した歌手の中から入賞者を決定するフリーエントリー方式をとっていた。初期には「日本一早い歌謡祭」をうたっていた。
1992年の第11回以降は、会場を中野サンプラザに移すと同時に新人部門に限定したコンテストとショー仕立てのフェスティバルの二部構成へ変更された。さらに事前収録に変更。しかし、他局主催・放送の年末賞取りレース同様、音楽に対する考えの変化から、賞取りレースに左右されない音楽活動を行うアーティストを中心に、ノミネート辞退者が続出。その影響から、「メガロポリス歌謡祭」も第13回（1994年）限りで終了した。
なお、テレビ東京系列にて『音楽祭』の名の付く特別番組としては、2011年に「プレミア音楽祭」が開始され、その後2014年8月に『テレ東音楽祭』となっている。

## 歴代司会者・演奏
歴代司会者について
男性司会者には、第1回目のみ瑳川哲朗が、第2回目から『日本歌謡大賞』の高島忠夫が最終年まで司会を務めた。女性司会者には第1回目から多岐川裕美が務めていた。
演奏
豊岡豊とスイングフェイス、フラワーアンサンブル（指揮：豊岡豊）

## 表彰規定
- 演歌大賞
- ポップス大賞
  - 以上の賞は、テレビ東京系列の音楽番組での活躍が顕著で、且つ優秀な歌手に対して授与された。なお、演歌大賞は末期には男女1名ずつが授与されていた。
- 最優秀新人ダイヤモンド賞
  - 本年度にデビューした歌手を対象とし、テレビ東京系列の音楽番組での活躍が顕著で、且つ将来性が期待できる歌手に対して授与された。原則2名に授与された。

## 放送日・受賞一覧
| 開催回 | 放送年月日 (曜日) 時間          | 放送枠               | 演歌大賞                                                 | ポップスグランプリ ポップス大賞 | 最優秀新人ダイヤモンド賞・最優秀新人賞 |
| ------ | ------------------------------- | -------------------- | -------------------------------------------------------- | ------------------------------- | -------------------------------------- |
| 第1回  | 1982年7月2日(金) 19:00 - 20:54  | （なし）             | 五木ひろし（初受賞）                                     | 近藤真彦（初受賞）              | シブがき隊、石川秀美                   |
| 第2回  | 1983年7月1日(金) 19:00 - 20:54  | （なし）             | 細川たかし（初受賞）                                     | 田原俊彦                        | 岩井小百合、大沢逸美                   |
| 第3回  | 1984年7月6日(金) 19:00 - 20:54  | （なし）             | 森進一                                                   | 中森明菜（初受賞）              | 吉川晃司、岡田有希子                   |
| 第4回  | 1985年6月28日(金) 19:00 - 20:54 | （なし）             | 五木ひろし（2度目の受賞）                                | 近藤真彦（2度目の受賞）         | 本田美奈子、松本典子                   |
| 第5回  | 1986年7月4日(金) 19:03 - 20:54  | （なし）             | 小林旭                                                   | 中森明菜（2度目の受賞）         | 真璃子、水谷麻里                       |
| 第6回  | 1987年7月3日(金) 19:03 - 20:54  | （なし）             | 男性部門：五木ひろし（3度目の受賞） 女性部門：石川さゆり | 近藤真彦（3度目の受賞）         | 立花理佐、酒井法子                     |
| 第7回  | 1988年7月1日(金) 19:03 - 21:48  | （なし）             | 男性部門：細川たかし（2度目の受賞） 女性部門：大月みやこ | 中森明菜（3度目の受賞）         | 大和さくら、仲村知夏                   |
| 第8回  | 1989年7月9日(日) 19:03 - 21:48  | 日曜ビッグスペシャル | 男性部門：五木ひろし（4度目の受賞） 女性部門：島倉千代子 | 荻野目洋子                      | マルシア、香田晋                       |
| 第9回  | 1990年6月26日(火) 19:03 - 21:48 | （なし）             | 男性部門：吉幾三 女性部門：坂本冬美                      | 桂銀淑                          | 晴山さおり、田中陽子                   |
| 第10回 | 1991年6月25日(火) 19:03 - 21:48 | （なし）             | 男性部門：北島三郎 女性部門：香西かおり                  | KAN                             | 忍者、中嶋美智代                       |
| 第11回 | 1992年6月30日(火) 19:03 - 21:48 | 火曜ゴールデンワイド | -                                                        | -                               | SMAP、田川寿美、永井みゆき             |
| 第12回 | 1993年7月12日(月) 19:03 - 21:48 | 月曜特集             | -                                                        | -                               | シュー・ピンセイ、ギリギリガールズ     |
| 第13回 | 1994年7月10日(日) 19:03 - 21:48 | 日曜ビッグスペシャル | -                                                        | -                               | 門倉有希、水田竜子、西尾夕紀           |